# Barmouth
Barmouth (Abermaw in het Welsh) is een kustplaats aan Cardigan Bay in het Welshe graafschap Gwynedd.
Barmouth telt 2230 (cijfers 2001) inwoners.

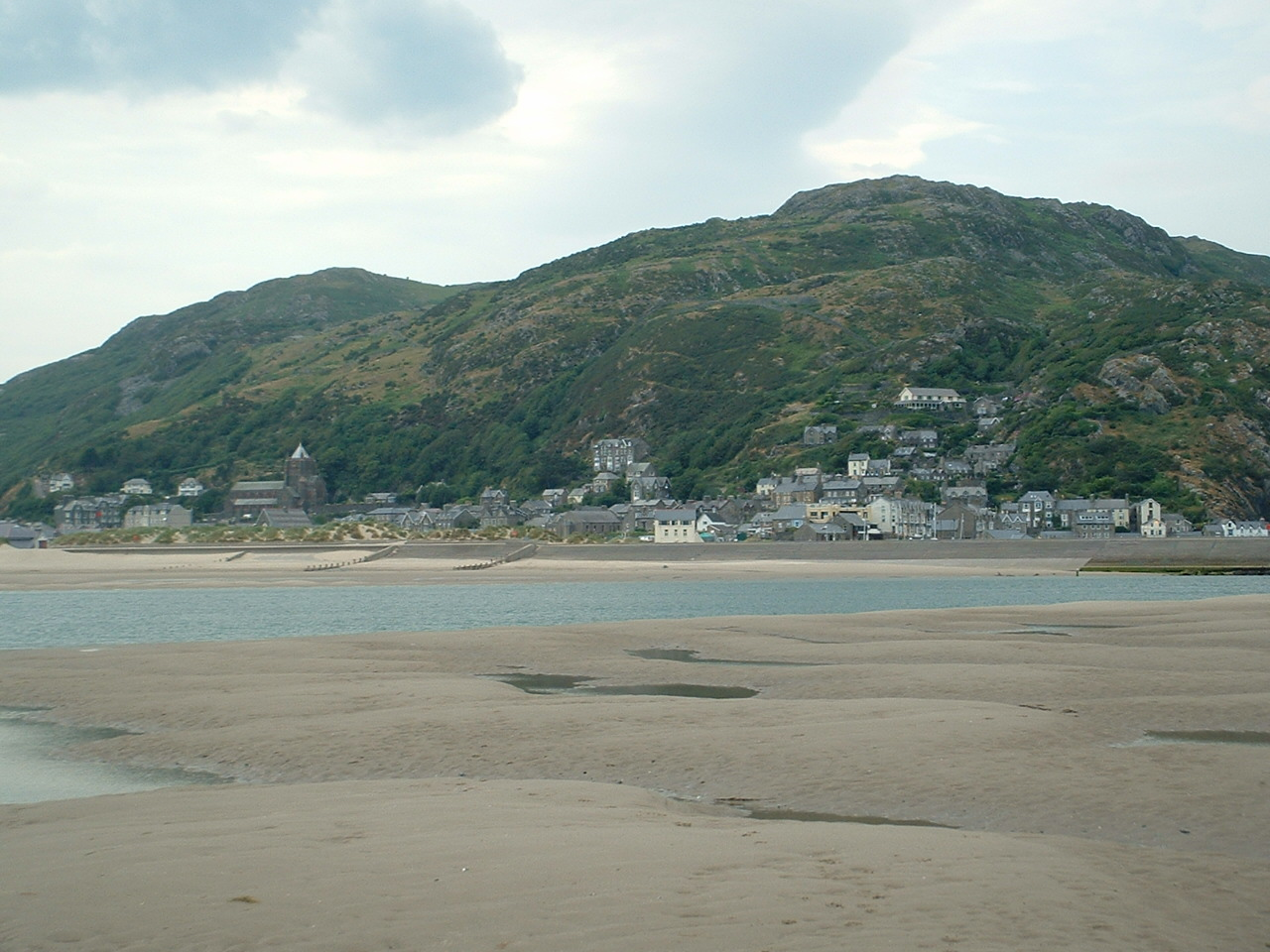
Barmouth gezien over de Mawddach